# Istoricitatea epopeilor lui Homer

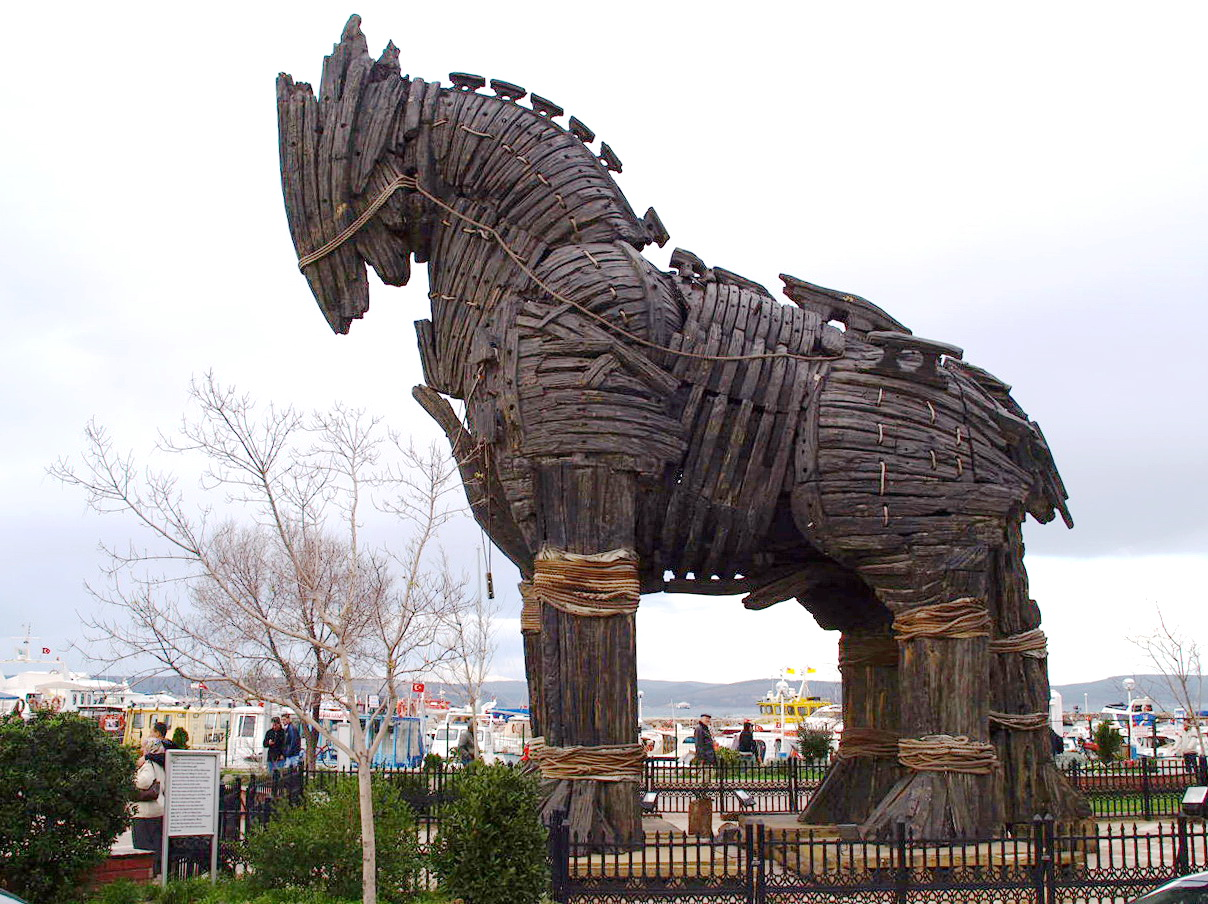
Calul troian din filmul Troia, expus în Çanakkale, în apropierea căreia se află ruinele orașului antic Troia.

Homer a fost un poet legendar din Chios. Se crede că acesta s-a născut cândva în secolul al IX-lea î.Hr. Istoricitatea epopeilor sale, Iliada și Odiseea, a fost dezbătută de istorici de secole. În secolul al XVIII-lea cea mai mare parte a acestora considerau Războiul Troian ca o simplă poveste. Cu toate acestea, săpăturile întreprinse de Heinrich Schliemann la Hisarlik, descoperirea unei importante așezări din Epoca Bronzului și menționarea unei anume cetăți Wilusa în corespondența regală hitită i-a făcut pe unii cercetători să considere o posibilă bază istorică a Troiei. Aceștia susțin existența unui conflict militar în secolul al XII-lea î.Hr și că tradițiile orale ce au luat naștere pe baza sa au dus la epopeile pe care le cunoaștem și i le atribuim lui Homer.